# جيف كولسون
جيف كولسون (بالإنجليزية: Jeff Colson)‏ هو فنان أمريكي، ولد في 1957.